# Eknomosz-foki csata

A csata lefolyásának sematikus ábrázolása

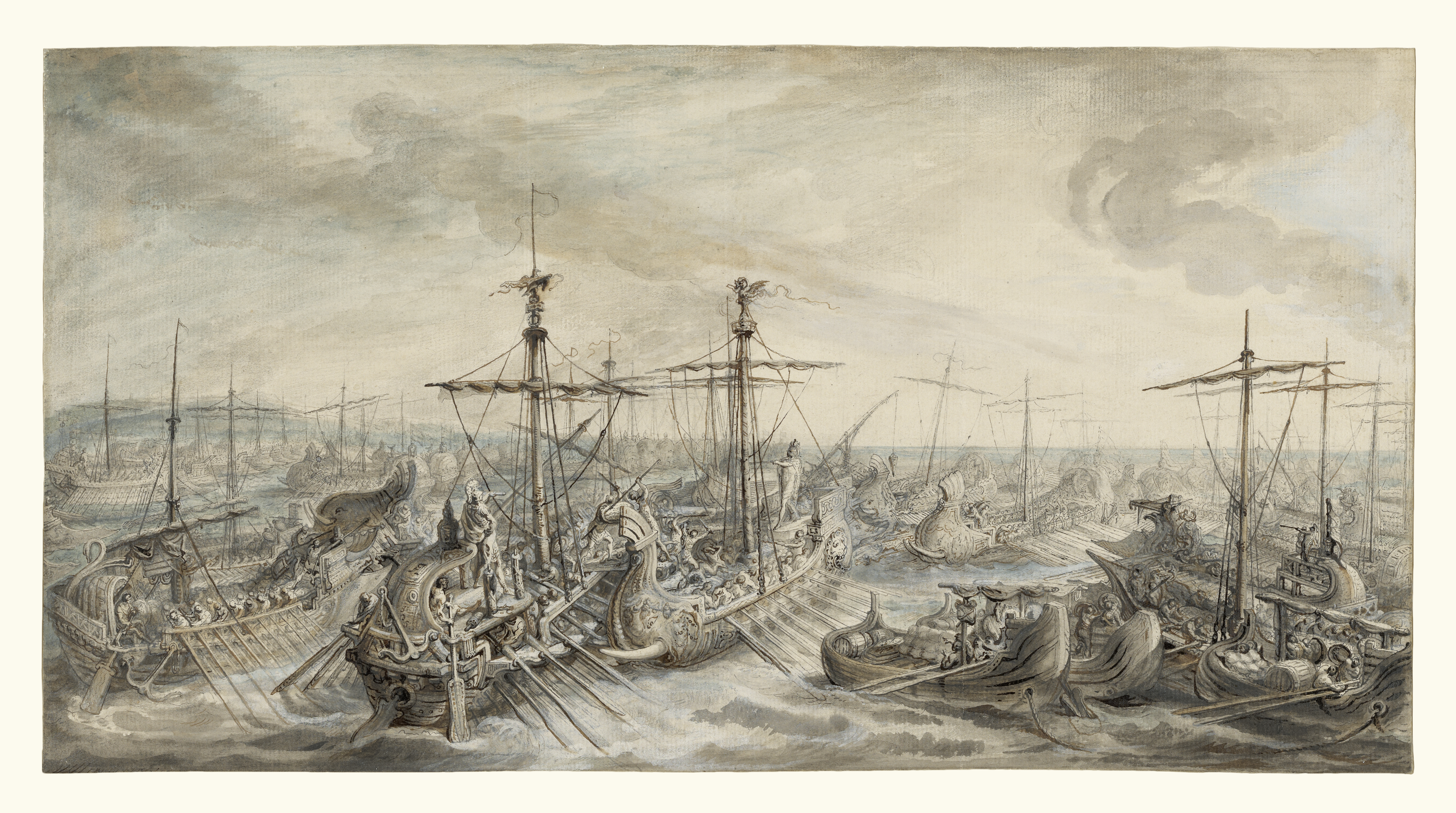
Gabriel de Saint-Aubin illusztrációja (1760 körül)

Az első pun háborúban, I.e. 256-ban a karthágói flotta a Szicília déli partjának közepe táján magasodó Eknomosz-fok előtt megpróbálta feltartóztatni a karthágói anyaország ellen induló római inváziós flottát. A csata egyértelmű római sikerrel zárult.

## Előzméyek
262-ben Karthágó flottaerősítést küldött Szardínia szigetére. Az Akragasz elvesztéséért felelőssé tett Hannót leváltották; az új főparancsnok Hamilkar Barkasz lett. 26i-ben a megerősített hajóhad rendszeresen támadta Itália partvidékét. Ezért a rómaiak elhatározták, hogy partvidékük védelmére és egy majdani expedícióhoz flottát építenek.

## A két flotta a háború előtt
A rómaiaknak se a háború előtt, se annak első éveiben nem volt érdemleges flottájuk. Azon ritka alkalmakkor, amikor szükségük volt hadihajókra, azokat görög szövetségeseiktől bérelték. I.e.  280 előtt az egész római hadiflotta legfeljebb húsz triremisnek nevezett gályából állt, és ezeket is leszerelték, amikor nem volt rájuk szükség. A pürrhoszi háború után további huszonöt hajót bocsátottak Róma rendelkezésére azok az italióták, akiket „tengeri szövetségesek" néven ismerünk.
A karthágói hadiflotta ezidőben több mint 200 hajót számlált, és ezek többsége a római hajóknál jóval nagyobb, kereskedelmi és hadi célokra is használható quinqueremis volt. Ezeket a négyszögvitorlával és jellemzően bronz (bevonatú) döfőorral (rostrum) felszerelt egyiptomi hajók továbbfejlesztett változatainak tekinthetjük. Az árbócot és a vitorlát csak a kereskedelmi utakon használták; csatába indulva a manőverezhetőség megkönnyítésére leszerelték őket. A hosszú és meglehetősen lapos fenekű hajók a hajók jellemző merülése 90 centiméter körül volt. Csak egy kormányevezőjük volt, méghozzá a jobb oldalon. A hajó orrát faragott lófejjel díszítették, tatját pedig halfarokkal. A vízszivárgás ellen a palánkok közötti réseket növényi törmelékkel: náddal vagy más növényi rostokkal szigetelték. Hogy a víztől megduzzadó törmelék ne essen ki a másik oldalon, azt úgynevezett iszkába-lécekkel  leszorították. A víz alatti felületeket lehetőleg latákiai bitumennel védték, vízhatlanították.
Ezzel a flottával a háborút Karthágó nyomasztó tengeri fölényben kezdte.

## A hagyományos tengeri hadviselés
Az első pun háború kezdetéig az összecsapó gályák többnyire döfőorrukkal próbálták kilyukasztani, illetve betörni az ellenséges hajók palánkját úgy, hogy a jármű a betóduló víztől elsüllyedjen. Azok meghajtásának és manőverezőképességének csökkentése végett megpróbálták eltörni annak evezőit úgy, hogy a sajátjaik épen maradjanak. Csáklyázással és az ellenséges hajó közelharcban elfoglalásával meglehetősen ritkán próbálkoztak. 
Ezt a harcászatot forgatták fel a rómaiak a csáklyázás uralkodóvá tételével, aminek eredményeként a közelharcra jobban kiképzett rómaiak fölénybe kerültek a jobb tengerész karthágóiakkal szemben.

## A római flottra kiépítése
A rómaiak i.e. 264-ben (állítólag) elfogtak egy pun quinqueremist, és ezt használták mintának saját flottájuk kiépítéséhez. A beszámolók szerint a télen a 20 új triremisen kívül karthágói mintára 100 quinqueremist is elkészítettek — a legendák szerint hatvan napon belül, mindenesetre nagyon gyorsan. A quinqueremisekre szerelték fel a háborút eldöntő nagy technikai újításukat, a csapóhidat (corvus).
Ez egy kb. 12 m hosszú és több mint 1 m széles híd volt, egyik végében több mint fél méter széles bevágással, amelybe 8 m hosszú és mintegy negyed méter átmérőjű rudat rögzítettek. A szerkezetet a hajó orrában helyezték el. A híd túlsó végében alul egy vashorog volt, felül pedig egy gyűrű, amelyből kötél vezetett a rúd csúcsához, lehetővé téve a híd kiemelését. A hirtelen leengedett híd végén a vashorog beleakadt az ellenséges hajó fedélzetébe, és a római katonák átrohanhattak a túloldalra. A quinqueremisen 80 légionáriust helyeztek el, amivel teljes harci készenlétben a hajó személyzete közel 400 emberre duzzadt.
Ahhoz, hogy római quinqueremisek elbírják a csapóhidat, a karthágóiaknál szilárdabbra és vaskosabbra kellett őket, amitől lassabbak és kevésbé fordulékonyak lettek.

## A római támadás
A mindkét fél számára egyre költségesebb háborút a rómaiak a karthágói anyaország lerohanásával kívánták megnyerni, és ehhez i.e. 257 tavaszára 230 hadi- és 100 szállítóhajóból álló inváziós flottát szereltek fel. A Lucius Manlius Vulso Longus és Marcus Atilius Regulus konzulok vezette had kora tavasszal hagyta el a Tiberist, áthaladt a Messinai-szoroson, végighajózott Szicília keleti partjai mentén, megkerülte a Pakhünosz-fokot és az Eknomosz-fokhoz közeledve fedélzetére vette az expedícióra kijelölt légionáriusokat.
A karthágóiak — helyesen — arra számítottak, hogy a rómaiak Szicília nyugati csücskétől kívánnak átkelni Afrikába — ott, ahol tenger a legkeskenyebb. Saját (a rómaiakénál kisebb) flottájukat az Agrigentumtól 25 km-rel nyugatra fekvő Héraklea Minoánál vonták össze, és onnan indultak a támadók elé. A két flotta e város és az Eknomosz-fok között csapott össze.

## A két hadrend
A római flotta három vonalban haladt a part mentén. Az első vonal két hajóraját maga a két konzul vezette, úgy, hogy a vezérhajók a rajok közepén foglaltak helyet. A második vonal hajói a szállítógályákat vontatták,  a jobbára triariusokból álló harmadik volt az utóvéd.
A karthágói parancsnok, Hamilcar egyetlen hosszú vonalban helyezte el hajóit — utólagos feltételezés szerint azért, hogy a római vonalon túlnyúló szárnyai bekanyarodva bekeríthessék a rómaiak első vonalát.

## A csata lefolyása
A római első vonal (a papírforma szerint) visszaszorította a karthágói centrumot, és közben ék alakot vet fel. A karthágói szárnyaknak ekkor Kellett volna bekanyarodniuk a római első vonal mögé, ez azonban nem sikerült — gyanítható, hogy a római második vonal hadihajói otthagyták a szállítóhajókat, és még idejében betömték a rést. A teherhajók védelmére a római harmadik vonal hajói zárkóztak fel, amitől a csata három, többé-kevésbé független ütközetre bomlott szét:
- a karthágói centrum a római első vonal ellen;
- a karthágói balszárny a római második vonal ellen;
- a karthágói jobbszárny a teherhatókat fedező római harmadik vonal ellen.

A római centrum megnyerte a maga ütközetét, majd Regulus hajórajával a harmadik vonal meg a szállítóhajók segítségére sietett, és elűzte a nyílt tenger felé a karthágóiakat, akik megpróbálták azokat a partnak szorítani. Manlius hajói valószínűleg a második vonalat segítették ki; a két hajóraj közé szorult karthágóiak súlyos veszteségeket szenvedtek.

## Eredmény
A rómaiak az egyértelmű győzelem után rövid pihenőre visszavonultak Szicíliába, majd immár akadálytalanul hajóztak át Afrikába.